# 앙리 무오
앙리 무오(Henri Mouhot)(1826년 3월 15일 ~ 1861년 11월 10일)는 프랑스의 자연학자이자 19세기 중엽의 탐험가이다. 그는 스위스 국경에 가까운 프랑스 몽벨리아의 두에서 태어났다. 어린 시절은 아시아와 가까운 러시아 변방에서 보냈다. 그는 앙코르와 연계되어 가장 기억되는 사람으로, 라오스 나판에서 말라리아로 사망했다.

## 어린 시절
젊은 철학교수로 그의 생애에서 10년간은 러시아에서 언어학 공부를 하며 보냈다. 그는 루이 다구에르가 발명한 사진 찍는 법을 공부하며, 형제인 샤를과 유럽을 여행했다. 1856에 자연과학을 공부하기 시작했고, 같은 해에 스코틀랜드 탐험가 문고 파크의 딸과 결혼했다. 이듬해 1857년 제임스 보링 경이 쓴 "시암 왕국과 사람들"이라는 책을 읽자마자, 무오는 새로운 종을 발굴하기 위해 자연탐사로 인도차이나를 여행하기로 한다. 첫 번째 요청은 나폴레옹 3세의 정부와 프랑스 회사들의 거부로 좌절되었다. 왕립지리학회와 런던의 동물학회의 지원을 받아, 싱가폴을 경유하여 방콕으로 배를 타고 갔다.

## 앙코르
모오는 흔히 앙코르 유적의 발견자로 잘못 알려져 왔다. 왕코르 유적은 소실된 적이 없고, 그 위치와 존재에 대해서는 크메르 사람이라면 다 알고 있었고, 16세기 이후로 계속 서방인들의 방문을 받아왔다. 무오가 바탐방에 기반을 둔 프랑스 사제인 보일러보 신부에게 잡지에서 언급한 것을 보면, 서방의 탐험가와 수도사들이 앙코르왓과 크메르 사원에 적어도 무오보다 5년 빨리 방문했다고 보고했다. 보일러보 신부는 1857년에 《인도차이나 여행 1848-1846, 안남과 캄보디아》(Travel in Indochina 1848–1846, The Annam and Cambodia)라는 책자를 발간했다.

## 식민지
무오의 사후에 캄보디아가 프랑스의 식민지로 병합되었기 때문에 무오가 프랑스 식민지를 위한 도구로 이용되었다는 논란이 끊이지 않았다. 그러나 그 자신은 식민주의를 달가워 하지 않는 사람이었다. 그는 종종 유럽의 식민지 개척의 효과에 대해 다음과 같은 의문을 제기하였다.
| “ | 유럽 국가들의 동방에 대한 현재의 움직임이 이 땅들을 소개함으로써 문명사회에 축복을 가져다 줄까? 아니면 끝없는 탐욕의 맹목적인 수단으로 천벌을 받아 현재의 불행을 가져올까? | ” |

## 탐사
1858년 방콕의 탐사기지에서, 무오는 태국, 캄보디아, 라오스의 내부를 네차례에 걸쳐 여행을 했다. 그가 죽기 3년 전에 미지의 정글을 탐험하기 위해 그는 극심한 역경과 야생동물의 습격을 받아야 했다.
첫 번째 탐사에서, 무오는 시암의 전 수도였던 아유타야를 방문하여 많은 곤충의 표본과 토질과 강 조개 등의 표본을 수집하여 그것들을 영국으로 보냈다.
1860년 1월, 그의 두 번째 탐사이자 가장 긴 여행이 된 앙코르에 도착하였다. 이곳은 이미 개척된 땅이었고, 400 km2이상 퍼져있는 지역이었다. 이곳에는 많은 고대 테라스와 연못, 해자 도시, 궁전 그리고 사원 등이 있었고, 그 중 가장 유명한 것이 앙코르 와트였다. 그는 이번의 탐사의 3주에 걸친 상세한 관찰기를 여행 잡지를 기고하였다. 이 잡지와 도해들은 나중에 그의 사후에 유고작으로 책으로 출간되었다.

## 사망과 유산
무오는 4차 탐사에서 말라리아로 인해 라오스의 정글에서 사망했다. 그는 란쌍 왕조의 수도이자 오늘 날에는 라오스로 병탄된 세 왕조 중의 하나였던, 루앙 프라방을 방문했었다. 두 명의 하인이 남칸 강 언덕에 있는 나판의 프랑스 수도원 근처에 그의 시신을 묻었다. 무오가 가장 신뢰하던 하인이었던 프라이는 무오의 여행기와 표본을 다시 방콕으로 이송하였고, 그곳에서 유럽으로 그의 유물을 이송하였다.
프랑스 사령관 두다 데 라그리의 명령으로 1867년 그의 무덤 위로 작은 비를 세웠다.
그의 묘비석은 남칸 강의 홍수로 파괴되었고, 1887년 보다 견고한 건물로 교체되었다. 1951년 프랑스 극동학회에 의해 묘지의 복원작업이 다시 이루어지게 되었다. 무오의 묘비는 다시 정글 속에 소실되었다가 1990년에 다시 재발견되었다. 1990년 몽벨리아의 고향 도시에서 이 복원을 지원하였다. 1990년 무오가 묻힌 장소가 다시 발견되었으며, 루앙프라방의 그곳은 지금 호텔과 여행사 건물 등이 밀집해 있다. 그의 묘지를 방문하려면 밴을 타고 먼지가 날리는 길을 약간 달려야 한다.

## 무오의 저서
- 《시암, 캄보디아, 라오스, 그리고 안남 여행》 -- 앙리 무오 -- ISBN 974-8434-03-6
- 《시암, 캄보디아 그리고 라오스 여행》, 1858-1860 -- 앙리 무오, 미셀 시미티에 - ISBN 0-19-588614-3
- Illustrated by Profusely illus in b/w. - 인도 차이나의 중심부(시암), 캄보디아 그리고 라오스 여행, 1858, 1859, and 1860 -- 앙리 무오-- ISBN 974-8495-11-6

## 같이 보기
- 폴 펠리오
- 주달관